# Iglesia de San Román (Igay)
La iglesia de San Román es un edificio situado en el concejo español de Igay, en la provincia de Álava.

## Descripción
El edificio se encuentra en el concejo español de Igay, del municipio de Ribera Baja, perteneciente a la provincia de Álava, en la comunidad autónoma del País Vasco. Se menciona como iglesia parroquial del lugar en el tomo de la Geografía general del País Vasco-Navarro dedicado a Álava y escrito por Vicente Vera y López, donde se dice lo siguiente: «Su parroquia es de categoría rural de segunda clase, dedicada á San Román y perteneciente al arciprestazgo de La Ribera».